# Campo di battaglia
Campo di battaglia (dt.: „Schlachtfeld“, internationaler Titel: Battlefield) ist ein italienischer Spielfilm von Gianni Amelio aus dem Jahr 2024. Das Drama ist zur Zeit des Ersten Weltkriegs in Norditalien angesiedelt. Im Mittelpunkt der Handlung steht die Beziehung zwischen zwei Ärzten und einer Krankenschwester, die gemeinsam in einem Militärkrankenhaus arbeiten. Die Situation spitzt sich zu, als es zum Ausbruch der Spanischen Grippe kommt. Die Hauptrollen übernahmen Alessandro Borghi, Gabriel Montesi und Federica Rosellini. Das Werk wurde Ende August 2024 auf dem Filmfestival von Venedig uraufgeführt. Ein regulärer Kinostart in Italien ist Anfang September desselben Jahres vorgesehen.

## Handlung
Norditalien während des Ersten Weltkriegs: Die beiden Ärzte und Jugendfreunde Stefano Zorzi und Giulio Farrasi studierten einst gemeinsam Medizin an derselben Universität. Heute versorgen sie in einem städtischen Militärkrankenhaus Soldaten, die an der Front schwer verletzt wurden. Stefano stammt aus der oberen Mittelschicht und sollte nach dem Willen des Vaters ursprünglich eine politische Karriere einschlagen. Ihm ist das selbstverletzende Verhalten mancher Patienten zuwider, und er ist müde vom Krieg. Wie ein Besessener ermittelt er auf eigene Faust in Fällen von Selbstverstümmelung und meldet die auf Ausmusterung hoffenden verkrüppelten oder verstümmelten Soldaten ans Militärgericht.
Der rastlose Giulio praktiziert in einem abgelegenen Gebäudeteil des Krankenhauses. Ursprünglich wollte er in die Forschung gehen und Biologe werden. Er ist gegen den Krieg und entwickelt eine zärtliche und besitzergreifende Liebe zu seinen Patienten. Obwohl sich Giulio beim Anblick von Blut unwohl fühlt, verschlimmert er die Krankheiten der aufgenommenen Soldaten oder hilft ihnen, sich ernsthaft genug zu verletzen, um aus der Armee entlassen zu werden.
Ohne es zu wissen, konkurrieren Stefano und Giulio nicht nur auf beruflicher Ebene miteinander, sondern sind auch in dieselbe Frau verliebt. Anna unterstützt die beiden Ärzte bei der täglichen Arbeit als Krankenschwester. Sie lernte sie an der Universität kennen. Da sie eine Frau ist und nicht aus einer einflussreichen Familie stammt, war es schwierig für sie, Medizin zu studieren. Daher hat sich Anna ehrenamtlich für das Rote Kreuz gemeldet. Sie findet heraus, dass es im Krankenhaus nicht mit rechten Dingen zugeht. Schon bald kommt sie Giulios Machenschaften gefährlich nahe.
Im Jahr 1918 verkompliziert sich die Situation, als gegen Ende des Kriegs die Spanische Grippe ausbricht. Schon bald sterben mehr Menschen an der Influenza-Epidemie als durch kriegerische Handlungen.

## Hintergrund
Die Handlung von Campo di battaglia beginnt im Jahr 1917, kurz nach der italienischen Niederlage bei der Schlacht von Caporetto.
Die Dreharbeiten fanden im Oktober 2023 in Rovereto und im Forte Cherle bei Folgaria statt. Kameramann war Amelios Sohn, Luan Amelio Ujkaj, der auch an den vorherigen Werken des Filmemachers mitgearbeitet hatte.
Der Film wurde von Marco Bellocchio und Simone Gattoni für Kavac Films, Beppe Caschetto für IBC Movie und Bruno Benetti für OneArt und Rai Cinema produziert. Ebenfalls an dem Projekt beteiligt waren die Filmkommissionen von Friaul-Julisch Venetien und dem Trentino. Die Produktionskosten wurden mit 10,8 Millionen Euro angegeben.

## Veröffentlichung
Die Premiere von Campo di battaglia erfolgte am 31. August 2024 auf dem 81. Filmfestival von Venedig, wo das Werk in den Hauptwettbewerb eingeladen wurde.
Ein regulärer Kinostart findet ab 5. September 2024 im Verleih von 01 Distribution statt. Um den internationalen Vertrieb kümmert sich Rai Cinema International Distribution.

## Auszeichnungen
Für Campo di battaglia erhielt Gianni Amelio seine achte Einladung in den Wettbewerb um den Goldenen Löwen, den Hauptpreis des Filmfestivals von Venedig.